# Cornwall and Plymouth (circonscription du Parlement européen)
Cornwall and Plymouth étaient une circonscription du Parlement européen couvrant le comté de Cornouailles et la city de Plymouth dans le Devon en Angleterre.
Avant l’adoption uniforme de la représentation proportionnelle en 1999, le Royaume-Uni utilisait le système uninominal à un tour pour les élections européennes en Angleterre, en Écosse et au pays de Galles. Les conscriptions du Parlement européen utilisées dans ce système étaient plus petites que les circonscriptions régionales les plus récentes et ne comptaient chacune qu'un seul membre au Parlement européen.

## Limites
Lors de sa création en Angleterre en 1979, il se composait des circonscriptions du Parlement de Westminster de Bodmin, Falmouth and Camborne, North Cornwall, Plymouth Devonport, Plymouth Drake, Plymouth Sutton, St Ives et Truro. En 1984, Bodmin a été remplacé par South East Cornwall.
La circonscription a été remplacée par Cornwall and West Plymouth et une petite partie de Devon and East Plymouth en 1994, et ces sièges sont devenus une partie de la circonscription beaucoup plus grande de l'Angleterre du Sud-Ouest en 1999.

## Membre du Parlement européen
| Élection | Élection | Portrait                                                               | Membre                                                                 | Parti                                                                  |
| -------- | -------- | ---------------------------------------------------------------------- | ---------------------------------------------------------------------- | ---------------------------------------------------------------------- |
|          | 1979     |                                                                        | David Harris                                                           | Conservateur                                                           |
|          | 1984     |                                                                        | Christopher Beazley                                                    | Conservateur                                                           |
| 1994     | 1994     | Cornwall and West Plymouth et Devon and East Plymouth à partir de 1994 | Cornwall and West Plymouth et Devon and East Plymouth à partir de 1994 | Cornwall and West Plymouth et Devon and East Plymouth à partir de 1994 |

## Résultats des élections
Les candidats élus sont indiqués en gras.
| Parti         | Parti                                                  | Candidat         | Voix    | %    | ± |
| ------------- | ------------------------------------------------------ | ---------------- | ------- | ---- | - |
|               | Conservateur                                           | David Harris     | 94,650  | 55,1 | ' |
|               | Travailliste                                           | D. Leather       | 36,681  | 21,4 |   |
|               | Liberal                                                | G. H. T. Spring  | 23,105  | 13,5 |   |
|               | Mebyon Kernow                                          | Richard Jenkin   | 10,205  | 5,9  |   |
|               | [[Ecology Party\|Modèle:Ecology Party/meta/shortname]] | Edward Goldsmith | 5,125   | 3,0  |   |
|               | United Against the Common Market                       | A. E. M. Ash     | 1,834   | 1,1  |   |
| Majorité      | Majorité                                               | Majorité         | 57,969  | 33,7 |   |
| Participation | Participation                                          | Participation    | 171,600 | 35,0 |   |
|               | Conservateur vainqueur (nouveau siège)                 |                  |         |      |   |

| Parti         | Parti                | Candidat             | Voix    | %    | ±     |
| ------------- | -------------------- | -------------------- | ------- | ---- | ----- |
|               | Conservateur         | Christopher Beazley  | 81,627  | 42,5 | -12.6 |
|               | Social Démocratique  | Jonathan Marks       | 63,876  | 33,3 | +19.8 |
|               | Travailliste         | John Cosgrove        | 35,952  | 18,7 | -2.7  |
|               | Indépendant          | Anthony Parkyn       | 5,645   | 2,9  | New   |
|               | Libéral indépendant  | Robin Trevallion     | 2,981   | 1,6  | New   |
|               | Cornish Nationalist  | James Whetter        | 1,892   | 1,0  | New   |
| Majorité      | Majorité             | Majorité             | 17,751  | 9,2  | -24.5 |
| Participation | Participation        | Participation        | 191,883 | 37,9 | +2.9  |
|               | Conservateur retenir | Conservateur retenir | Swing   |      |       |

| Parti         | Parti                | Candidat             | Voix    | %    | ±    |
| ------------- | -------------------- | -------------------- | ------- | ---- | ---- |
|               | Conservateur         | Christopher Beazley  | 88,376  | 38,9 | -3.6 |
|               | SLD                  | Paul Tyler           | 68,559  | 30,2 | -3.1 |
|               | Travailliste         | Dorothy Kirk         | 41,446  | 18,3 | -0.4 |
|               | Green                | Howard Hoptrough     | 24,581  | 10,8 | New  |
|               | Mebyon Kernow        | Colin Lawry          | 4,224   | 1,9  | New  |
| Majorité      | Majorité             | Majorité             | 19,817  | 8,7  | -0.5 |
| Participation | Participation        | Participation        | 227,186 | 41,9 | +4.0 |
|               | Conservateur retenir | Conservateur retenir | Swing   |      |      |